# American Gothic (EP)
American Gothic är en EP av det amerikanska rockbandet The Smashing Pumpkins, utgiven digitalt den 1 januari 2008 och på CD i Storbritannien den 11 februari samma år. Skivan presenterades på gruppens webbplats den 19 december 2007 där sångaren och gitarristen Billy Corgan beskrev den som en fortsättning på deras 2007 års studioalbum Zeitgeist. Inspelningen, som ägde rum vid Pass Studio i Los Angeles, resulterade i fyra låtar dominerade av akustisk gitarr.

## Låtlista
Låtarna skrivna av Billy Corgan.
1. "The Rose March" – 4:32
2. "Again, Again, Again (The Crux)" – 3:44
3. "Pox" – 3:38
4. "Sunkissed" – 5:10

Bonuslåtar på UK Tour Edition
1. "Lily (My One and Only)" (Live, February 2008) – 3:27
2. "That's the Way (My Love Is)" (Live, February 2008) – 4:17
3. "1979" (Live, February 2008) – 4:34
4. "Perfect" (Live, February 2008) – 4:15

## Medverkande
The Smashing Pumpkins
- Billy Corgan – sång, gitarr, keyboard, producent, ljudmix, formgivning, fotografi
- Jimmy Chamberlin – trummor, producent, ljudmix

Ytterligare musiker
- Lisa Harriton – keyboard, bakgrundssång på "Lily" och "That's the Way"
- Ginger Reyes – elbas, bakgrundssång på "Lily"
- Jeff Schroeder – gitarr, bakgrundssång på "Lily"

Produktion
- Roy Thomas Baker – producent och ljudmix av "Again, Again, Again"[1]
- Stephen Marcussen – mastering
- Zephrus Sowers – assisterande ljudtekniker
- Matt Taylor – formgivning
- Bjorn Thorsrud – inspelning, ljudmix